# Chalífát

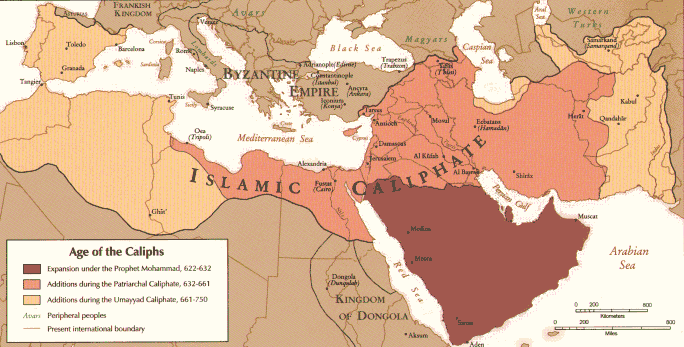
Rozsah Arabského chalífátu v letech 622–750

Chalífát (též kalifát) znamená vládu chalífy, hlavy ummy, muslimské obce. Původně to byla nejen náboženská instituce, ale i státní útvar zahrnující prakticky veškerá území ovládaná muslimy. Vznikl 9. června 632, když se Abú Bakr stal prvním chalífou. Zanikl 10. února 1258 dobytím Bagdádu mongolskými vojsky. Jako duchovní instituce byl obnoven 9. června 1261 v Egyptě a zrušen 3. března 1924 v Turecku poté, co dynastie Osmanů, na kterou mezitím funkce chalífy přešla, ztratila svou politickou moc. (Hidžázský vládce Husajn ibn Alí al-Hášimí se sice ještě pokusil využít uprázdněného trůnu a prohlásil se téhož roku chalífou a králem Arabů, ale ani jeden z těchto jeho nároků nebyl arabskou veřejností uznán.)
V polovině 8. století, kdy dosáhl svého největšího územního rozmachu, sahal chalífát od Pyrenejského poloostrova přes severní Afriku a Blízký východ až k řece Indu. Už v prvních letech své existence dokázal zcela dobýt Sásánovskou říši v Persii a Byzantskou říši připravil o většinu jejích území v Africe a Asii.
Za soudobý ekvivalent chalífátu zaměřený na náboženskou koordinaci muslimských států a ochrany zájmů muslimů může být považována Organizace islámské spolupráce, vzniklá v roce 2011 přejmenováním z Organizace islámské konference, založené v Maroku roku 1969. K myšlence chalifátu se také v průběhu 20. století hlásily radikální muslimské skupiny z Indie, Iráku, Pákistánu a Afghánistánu.

## Státní útvary (632–1258)

### Vláda volených chalífů (632–661)
Články o jednotlivých chalífech tohoto období naleznete na stránce volení chalífové.

#### Vznik chalífátu
Již v den smrti proroka Mohameda 8. června 632 se jeho blízcí spolupracovníci Umar ibn al-Chattáb, Abú Ubajda a Abú Bakr rozhodli rázným vystoupením zabránit hrozícímu rozpadu muslimské obce. Umar využil zmatku, který vznikl po prorokově smrti mezi medínskými kmeny při dohadování o jeho nástupci a holdoval Abú Bakrovi jako novému vůdci muslimů. Většina obce se k němu přidala a odpůrci byli nuceni se podřídit. Následují den 9. června 632 přijal Abú Bakr oficiální hold. Tím byla také stanovena základní pravidla pro nástupnictví ve funkci chalífy. Funkce se stala volenou, s omezením na příslušníky kmene Kurajšovců. Následující volby provádělo již jen několik význačných jedinců, kteří se obvykle řídili přáním předchůdce. Tak mohly vzniknout dynastie Umajjovců a Abbásovců. Hold věřících stvrzující volbu se stal pouhou formalitou.
Už první volba chalífy nesla v sobě známky budoucího rozkolu v muslimské obci. Další uchazeč Alí ibn Abí Tálib, prorokův bratranec a manžel jeho dcery Fátimy, byl zcela pominut. Později sice Abú Bakra jako chalífu uznal, svých nároků se však nikdy nevzdal. V dalších letech to vedlo k rozkolu uvnitř muslimské obce a jejímu rozpadu na sunnitskou a šíitskou část.

#### Vojenské výboje
První vojenské akce nově vznikajícího státu se svým charakterem podobaly spíše loupežným nájezdům jaké arabské kočovnické kmeny podnikaly už v minulosti. Muslimské oddíly pronikaly do bohatých území v Sýrii, Palestině a Mezopotámii, která s výjimkou opevněných měst vyplenily. Jednotná organizace, schopní velitelé a vnitřní problémy zemí, proti nimž útočili, dovedly muslimy během několika let k překvapivě velkým vojenským úspěchům. Z původních nájezdů se stalo systematické dobývání nových území. V letech 633–637 ovládli byzantská území v Sýrii a Palestině, pouze Jeruzalém odolával do roku 638 a přístav Caesarea Maritima do roku 640. V roce 639 zaútočili na Egypt, roku 642 dobyli Alexandrii a v následujícím roce už ovládali celou zemi. Jejich další postup na západ zastavily v severní Africe berberské kmeny. Po vítězství v Sýrii a Palestině mohl medínský chalífa nasadit mnohem větší vojenské síly proti Sásánovské říši. Jeho vojska vtrhla roku 637 do Mezopotámie a obsadila ji včetně Ktésifóntu, sídelního města Sásánovců. V roce 641 obsadili muslimové po bitvě u Nihávandu Írán, kde jim ještě po nějakou dobu odolávala opevněná města a nepřístupné horské oblasti. Tím v podstatě skončilo první období arabských výbojů. V bojích s Byzantskou říší Arabové nadále pokračovali.
Za vlády třetího voleného chalífy Uthmána už muslimové v dalších výbojích na souši téměř nepokračovali. Byli ale nuceni osvojit si nový způsob boje. Středozemní moře stále ještě ovládalo silné byzantské loďstvo, které útočilo na pobřeží Sýrie a Egypta. V roce 645 dokonce Byzantinci nakrátko znovu ovládli Alexandrii. To muslimy donutilo postavit v Alexandrii vlastní loďstvo. Staviteli těchto lodí a námořníky na nich byli podrobení křesťané, muslimové tvořili pouze vojenskou posádku. Také na moři dosáhli brzy výrazných vojenských úspěchů. V roce 649 dobyli Kypr a v následujících letech útočili i na další středomořské ostrovy.

#### Organizace říše
Zvětšující se rozsah území, která chalífát dobyl a okupoval, si vyžádal také rozsáhlé organizační změny ve správě státu. Zahájil je chalífa Umar ibn al-Chattáb roku 638 při své cestě do Sýrie. Na okupovaných územích byli vojenští velitelé nahrazeni místodržícími, kteří zastupovali chalífu nejen ve věcech vojenských, ale i náboženských a soudních. Muslimové se v této době nesnažili obrátit místní obyvatelstvo na islám. Starší náboženství byla tolerována. Cílem bylo naopak vytvořit z muslimů vládnoucí vrstvu obyvatelstva. V této době také začala postupná arabská kolonizace těchto území. Protože kočovníci uvyklí životu ve stepi špatně snášeli život ve městech, usazovali se v táborech na rozhraní stepi a kulturních oblastí. Tak vznikla města Kúfa a Basra v Iráku, nebo Fustát, dnešní Káhira v Egyptě. Do samosprávy místních obyvatel muslimové prakticky nezasahovali. Stejně tak převzali i byzantskou, případně sásánovskou státní správu, včetně daňové soustavy, úřadů a úředníků. Muslimové sami měli vůči státu dvě povinnosti, vojenskou službu a placení náboženské daně, zakátu. Movitý majetek získaný výboji byl rozdělen mezi stát a muslimy, kteří se jich účastnili. Půda byla prohlášena za společný majetek dobyvatelů a ponechána k užívání původním majitelům, kteří z ní platili nájem. Pro správu takto získaných prostředků byl v Medíně zřízen zvláštní úřad. Ten je rozděloval podle pevně stanoveného seznamu mezi muslimy, kteří na ně měli nárok. Snaha chalífy zdůraznit výlučnost islámu vedla k vypovězení židů a křesťanů z Arabského poloostrova a k zavedení nového kalendáře, hidžry.

#### Ustavení pevné formy koránu
Za vlády chalífy Uthmána došlo k vytvoření pevné podoby koránu, která je užívána dodnes a uznávána jak sunnity, tak šíity. Aby zabránil sporům o interpretaci prorokových zjevení, do té doby přenášených ústní tradicí a zapsaných v několika neúplných sbírkách, rozhodl chalífa o vytvoření komise pro správné znění koránu. Touto komisí vytvořený text byl pak rozeslán do všech částí říše, kde nahradil stávající sbírky. Ty nechal chalífa zničit.

#### Spor o následnictví a rozkol v islámu
Po ukončení první fáze arabských výbojů za vlády chalífy Uthmána došlo k vyvrcholení vnitřních rozporů dlouhodobě se hromadících v islámské společnosti. Bohatství plynoucí z válečné kořisti a zisky z dobytých území výrazně změnily způsob života Arabů. K tomu přispělo i to, že se zblízka seznámili s vyspělou byzantskou a perskou kulturou. Rozmařilý světský život se dostával do rozporu s přísnými náboženskými zásadami islámu. Vznikalo tak napětí mezi nábožensky zanícenými muslimy a těmi, kdož přijali islám spíše z důvodu osobního prospěchu. V této době příslušníci kurajšovského rodu Umajjovců, z něhož pocházel chalífa Uthmán, ovládli všechna důležitá místodržitelství. Především v Egyptě a v oblasti dnešního Iráku sílil odpor proti chalífovi. Naopak Sýrie, kde byl místodržícím oblíbený umajjovec Mu‘ávija, mu zůstala věrná. V příštích letech došlo k definitivnímu rozštěpení islámu na část sunnitskou, přesvědčenou, že chalífou má být příslušník kmene Kurajšovců, a šíitskou, která toto právo přiznává pouze Alímu a jeho potomkům. Počátkem roku 656 přitáhl z Egypta do Medíny ozbrojený zástup a při následujících událostech byl chalífa Uthmán ibn Affán zabit ve svém domě. Vzbouřenci si vynutili volbu Alího ibn Abí Táliba novým chalífou. Tomu se ale nepodařilo získat kontrolu nad říší. Otevřeně na odpor se mu postavil především syrský místodržící Mu‘ávija, který se jako příbuzný zavražděného Uthmána odvolal na právo krevní msty. Boje trvaly až do roku 661 kdy byl Alí zavražděn přívržencem sekty cháridža, která se původně odštěpila z řad jeho příznivců. Alího syn al-Hasan ibn Alí neměl o politiku zájem, dohodl se s Mu‘ávijou a funkce chalífy se vzdal. V létě roku 661 se chalífou stal Mu‘ávija, první z dynastie Umajjovců.

#### Hospodářství muslimského světa
Hospodářství zemí spravovaných chalífátem se opíralo o výkonné zemědělství poskytující bohaté výnosy, provozované ve vhodných krajinách i s použitím vyspělé agrární techniky (sítě závlahových kanálů). Sjednocení rozsáhlého území pod jednou vládou usnadňovalo přirozeně šíření hmotných i duchovních statků, jímž získávala i křesťanská Evropa. Zemědělci islámských zemí tak Evropanům zprostředkovali znalost takových plodin jako např. špenátu, rýže, bavlny, melounu, cukrové třtiny, citronu či pomeranče.
Přebírání umu podrobených národů a jeho široké uplatnění se projevilo i v řemesle, kupř. v textilní (hedvábí a brokáty) či kožedělné výrobě, zhotovování elegantní glazované keramiky nebo v šíření papíru (u muslimů od 9. století). Velmi výrazně se v muslimy řízených zemích uplatnil obchod po souši i po moři. Na dobře zásobených a pečlivě spravovaných trzích muslimských měst se objevovalo zboží dovážené z území sahajících od Pobaltí a Skandinávie po pralesy tropické Afriky a od atlantických ostrovů až po Čínu. K usnadnění obchodního podnikání bezpochyby vedla i mincovní reforma chalífy Abdalmalika (685–705), který nařídil ražbu zlatých dinárů a stříbrných dirhamů jednotné váhy.

### Vláda Umajjovců (661–750)
Články o jednotlivých chalífech tohoto období naleznete na stránce Umajjovci.

### Vláda Abbásovců (750–1258)
Články o jednotlivých chalífech tohoto období naleznete na stránce Abbásovci.

## Náboženská funkce (1261–1924)

### Egyptští Abbásovci (1261–1517)
Články o jednotlivých chalífech tohoto období naleznete na stránce Abbásovci.

### Osmani (1517–1924)
Články o jednotlivých chalífech tohoto období naleznete na stránce Osmani.

## Další chalífáty

### Córdobský chalífát (929–1031)
Po pádu umajjovské dynastie založil jeden z jejích členů Abdurrahmán I. v roce 756 na Pyrenejském poloostrově Córdobský emirát, stát prakticky nezávislý na centrální moci abbásovských chalífů. Jeho potomci užívali v letech 929–1031 titul chalífa.